# Marmurka (ptak)
Marmurka, kaczka jarzębata (Marmaronetta angustirostris) – gatunek średniej wielkości ptaka z rodziny kaczkowatych (Anatidae); jedyny przedstawiciel rodzaju Marmaronetta. Nie wyróżnia się podgatunków.

## Morfologia
Długość ciała 39–48 cm, rozpiętość skrzydeł 63–67 cm, masa ciała samców 350–590 g, samic 327–535 g.

## Zasięg występowania
Zamieszkuje wyspowo: południową Hiszpanię, północno-zachodnią Afrykę, zachodnią i południową Azję po Pakistan, oraz skrajnie północno-zachodnie Chiny. Część populacji migruje na południe – do zachodniej Afryki, na Bliski Wschód po Egipt oraz na tereny od Iranu i Pakistanu po północno-zachodnie Indie.

## Pożywienie
Żywi się głównie roślinami, w tym roślinami wodnymi (zjada nasiona, korzenie, bulwy, części zielone). Zjada również niektóre owady wodne, larwy, mięczaki i robaki. 

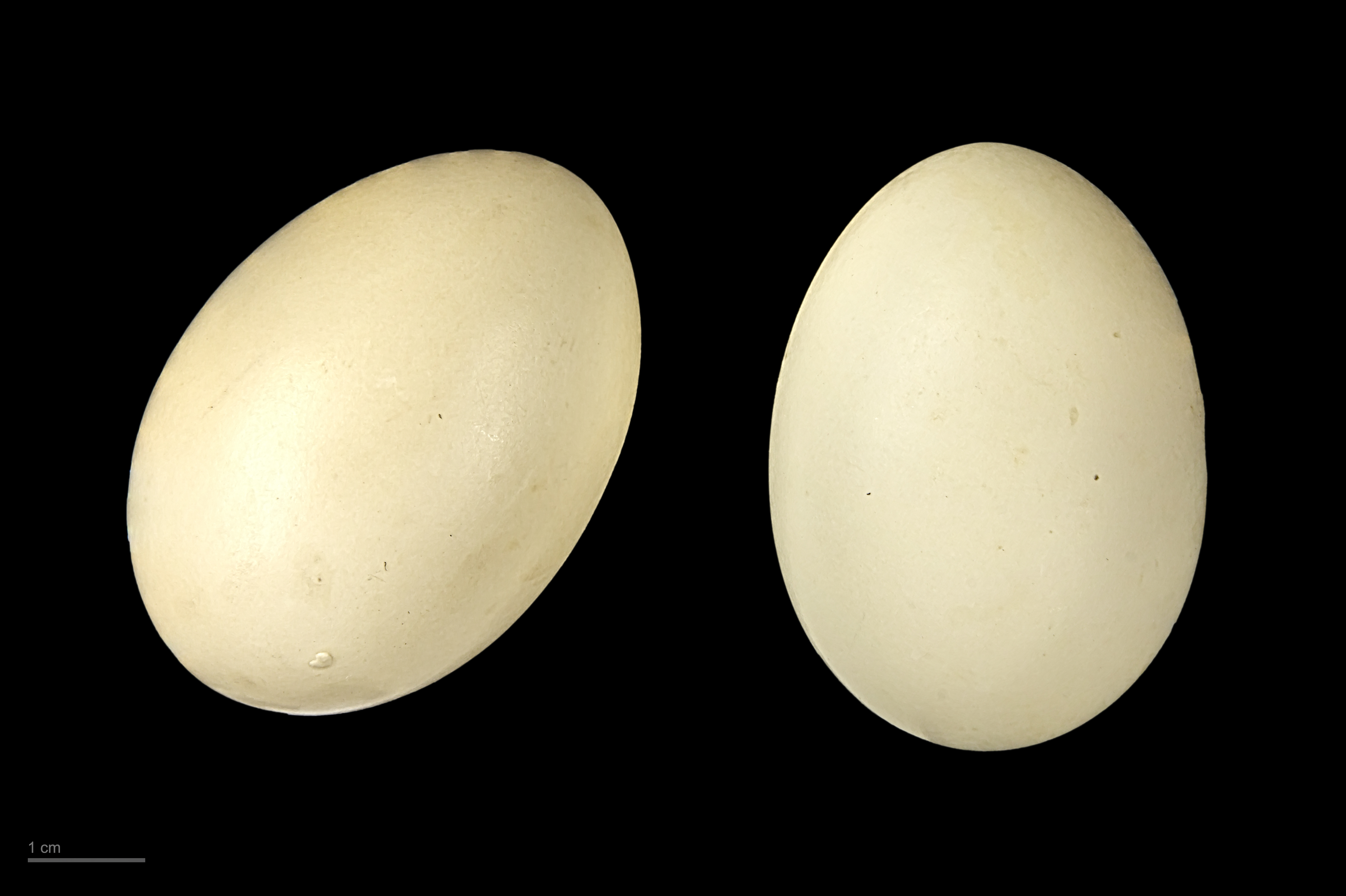
Jaja z kolekcji muzealnej

## Rozród

### Okres godowy
Gniazduje w samotnych parach albo małych grupach. Gniazdo, którego budową zajmuje się samica, jest umieszczone na ziemi, stosunkowo blisko wody, ukryte w korzeniach, krzewach lub kępach roślinności. Jest to płytkie zagłębienie w gruncie, wyścielone trawą i puchem. 

### Okres lęgowy
Sezon lęgowy trwa od maja do lipca. Wyprowadza jeden lęg w sezonie. Samica składa zwykle 7–14 kremowych lub żółtawych jaj i sama je wysiaduje przez około 25–27 dni. Pisklęta klują się synchronicznie i są w pełni opierzone około 55–56 dni później. Samica samotnie wychowuje młode, ale czasami samiec wraca i bierze na siebie część obowiązków rodzicielskich. Młode osiągają dojrzałość płciową po około roku. Zdarza się, że kilka samic składa jaja w tym samym gnieździe.

## Status
Międzynarodowa Unia Ochrony Przyrody (IUCN) od 2022 roku klasyfikuje marmurkę jako gatunek bliski zagrożenia (NT, Near Threatened); wcześniej, od 1994 roku uznawała ją za gatunek narażony na wyginięcie (VU – Vulnerable). Liczebność światowej populacji szacuje się na około 10–42 tysiące osobników. Globalny trend liczebności uznawany jest za umiarkowanie spadkowy, choć trendy liczebności niektórych populacji fluktuują, a innych nie są znane.